# Bükk (vignoble)
Bükk est une région viticole hongroise située dans le comitat de Borsod-Abaúj-Zemplén, dans la région naturelle du Bükk.